# Erik Tysse

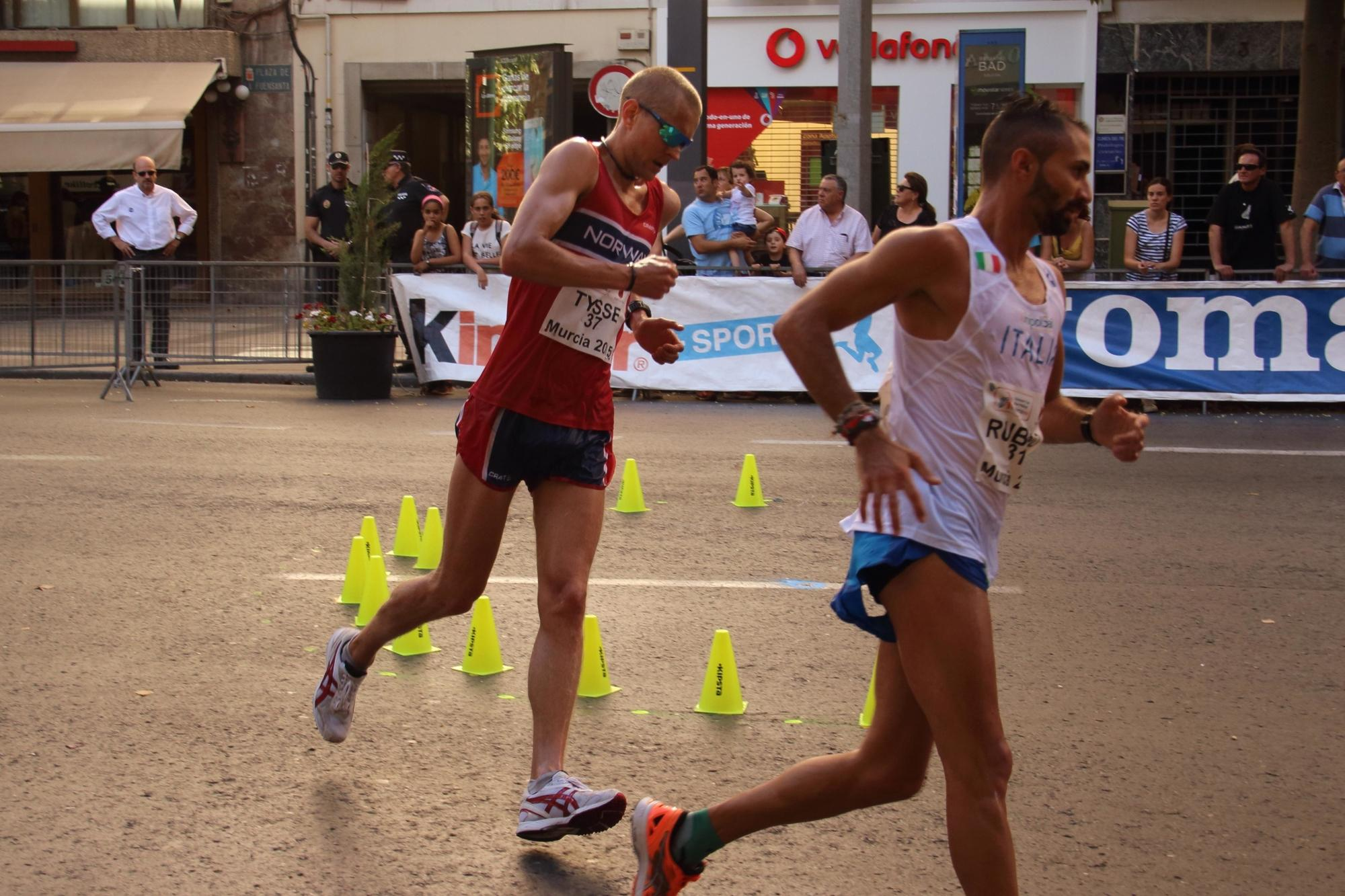
Erik Tysse 2015 im roten norwegischen Nationaltrikot

Erik Tysse (* 4. Dezember 1980 in Bergen) ist ein norwegischer Leichtathlet, der sowohl im 20-km-Gehen als auch im 50-km-Gehen vordere Platzierungen bei internationalen Meisterschaften erreicht hat.
Erik Tysse gewann 2000 seinen ersten norwegischen Meistertitel im 5000-Meter-Bahngehen, insgesamt gewann er über zwanzig Landesmeistertitel, auf der olympischen 20-Kilometerstrecke siegte er von 2001 bis 2003 und 2005 bis 2008. (Stand 31. Dezember 2008)
Nach einem 17. Platz über 20 km bei den Europameisterschaften 2002 und Platz 19 bei den Weltmeisterschaften 2003 trat Tysse nicht bei den Olympischen Spielen 2004 an. Bei den Weltmeisterschaften 2005 in Helsinki erreichte er Platz 13 über 20 km, im Jahr darauf belegte er den siebten Platz bei den Europameisterschaften in Göteborg. 2007, bei den Weltmeisterschaften in Osaka, startete Tysse erstmals auf beiden Distanzen. Nach einem achten Platz über 20 km belegte er den fünften Platz über 50 km. Auch bei den Olympischen Spielen 2008 belegte er den fünften Platz über 50 km, nachdem er über 20 km lediglich den 21. Rang erreicht hatte. Bei den Weltmeisterschaften 2009 in Berlin ging er über 20 km auf den siebten Platz.
2010 war bei einem Wettkampf in Italien sein Dopingtest positiv auf CERA (EPO) und er wurde für zwei Jahre gesperrt.
Bei einer Körpergröße von 1,90 Meter beträgt sein Wettkampfgewicht 69 Kilogramm. Seine Schwester Kjersti Plätzer ist ebenfalls eine erfolgreiche Geherin.